# (5148) Giordano
(5148) Giordano est un astéroïde de la ceinture principale.

## Description
(5148) Giordano est un astéroïde de la ceinture principale. Il fut découvert par Van Houten et Gehrels le 17 octobre 1960 à l'observatoire Palomar. Il présente une orbite caractérisée par un demi-grand axe de 3,117 UA, une excentricité de 0,145 et une inclinaison de 1,126° par rapport à l'écliptique.
Il fut nommé en hommage au frère dominicain et philosophe Giordano Bruno, brûlé vif par l'Inquisition après avoir été condamné pour hérésie.

## Compléments